# Babine River
Babine River ist ein bedeutender orographisch linker Nebenfluss des Skeena River im zentralen British Columbia in Kanada. Der Babine River hat den Status eines British Columbia Heritage River. Er ist einer der letzten ursprünglich gebliebenen Flüsse der Provinz.

## Flusslauf
Der etwa 110 km lange Fluss bildet den Abfluss des Babine Lake, den er an dessen nördlichem Seeende bei Fort Babine verlässt. 3 km flussabwärts liegt der knapp 10 km lange Nilkitkwa Lake, der eine Flussverbreiterung darstellt. Der Babine River durchfließt den Süden der Skeena Mountains, die einen Teil des British Columbia Interior bilden. Er fließt anfangs 30 km in nördlicher Richtung und wendet sich anschließend nach Nordwesten und schließlich nach Westen. Größere Nebenflüsse sind Nilkitkwa River, Shelagyote River und Shedin Creek von rechts sowie Nichyeskwa Creek und Thomlinson Creek von links.
Der Babine River entwässert ein Areal von 10.374 km². Der mittlere Abfluss unterhalb des Nilkitkwa Lake beträgt 50,3 m³/s. Die abflussstärksten Monate sind Mai, Juni und Juli.
Ein Großteil seines Flusslaufs liegt innerhalb des Babine River Corridor Provincial Parks,
der reich an Schwarzbären und Grizzlybären ist.
Der Fluss ist in Anglerkreisen bekannt für seine riesigen Regenbogen- und Steelhead-Forellen.
Außerdem ist der Babine River als Wildwassergewässer bei Kajakfahrern, Kanuten und Raftern beliebt.